# Ruth Garcês
Ruth Garcês (Lourenço Marques, 1934 — Porto de Mós, 10 de junho de 2006) foi uma advogada e magistrada moçambicana e portuguesa. Foi a primeira juíza e juíza desembargadora de Portugal. Também fundou a Associação Portuguesa das Mulheres Juízes.
Natural de Moçambique, Ruth Garcês graduou-se em Direito pela Universidade de Coimbra em 1956. Após concluir os seus estudos, retornou à sua terra natal, lá exercendo a advocacia por duas décadas. Depois da independência de Moçambique, radicou-se definitivamente em Portugal e, em 1977, começou a trabalhar na magistratura, como juíza. Em 1993, foi promovida a juíza desembargadora do Tribunal da Relação de Lisboa. O ingresso das mulheres na magistratura do país foi permitido apenas em 1974, em virtude da Revolução dos Cravos.
Em 2005, Ruth Garcês reformou-se da magistratura por ter chegado à idade limite de setenta anos. Naquele ano, publicou o livro Eu Juiz Me Confesso e foi agraciada com a Ordem da Liberdade, concedida pelo Presidente da República, Jorge Sampaio.